# Chiesa di San Lorenzo (Valbondione)
La chiesa di San Lorenzo è il principale luogo di culto cattolico di Valbondione dedicata al san Lorenzo. La chiesa risulta essere elevata a parrocchiale già dal 1311, era stata consacrata il 5 luglio del 1614 dal vescovo Giovanni Emo. La chiesa fa parte della diocesi di Bergamo inserita nel vicariato di Ardesio-Gromo.

## Storia
La tradizione vorrebbe la chiesa presente sul territorio di Valbondione già nel 774, ma non vi è conferma scritta di questo mentre è citata, come prima fonte, il 7 aprile 1304 in un lascito testamentario. Fu un tale di nome Viviano, forse il parroco della località, a indicare la chiesa come parrocchia in un atto del 4 marzo 1311. La chiesa è stata consacrata il 15 luglio 1614 da vescovo della Diocesi di Bergamo Giovanni Emo.. La lapide commemorativa realizzata da Manfredo Arici di Schilpario,  della consacrazione fu posta alla destra dell'ingresso della chiesa, data che fu poi commemorata ogni anno. Il portale ha impressa la datazione del 1613. Nel ventennio 1640-1660 l'edificio venne ampliato con la costruzione del porticato esterno. Negli anni furono molti gli ampliamenti e rifacimento con lavori di straordinaria e ordinaria manutenzione.
La chiesa risulta inserita nella vicaria di Vilminore di Scalve, con quella di San Bernardino e di Sant'Antonio abate venendo poi a far parte di quella di Ardesio, successivamente di Gromo e dal 27 maggio 1979 della vicaria di Ardesio-Gromo.

## Descrizione

### Esterno
La chiesa posta sulla strada che collega Bondione alla frazione Lizzola, ha la facciata rivolta a ovest secondo il tradizionale criterio liturgico ed è preceduta da una rettilinea gradinata in ciottolato, affiancata dal sagrato composto dal pendio erboso ed è circondata da un ambulacro che la percorre su tre lati. Il portale presenta un'apertura più ampia ed è sormontato da un rialzo che sorregge il timpano triangolare. La facciata prosegue in forma molto semplice con due lesene laterali che sorreggo un ulteriore timpano triangolare. La scalinata e il portale furono progetto di Elia Fornoni del 1896

### Interno
L'interno a navata unica, è preceduto da una bussola in legno, e si sviluppa su quattro campate divise da tre arcate poggianti su pilastri. Il soffitto dell'aula è piano, sembra sorretto da grosse mensole decorate con cariatidi in stucco. L'aula conserva il dipinto olio su tela di Domenico Carpinoni di Clusone raffigurante la Madonna del Rosario, mentre della fine del Cinquecento è la pala di scuola moroniana raffigurante Madonna con Bambino e santi Sebastiano, Lorenzo e Rocco.
Gli ornamenti in stucco del presbiterio furono realizzati nel 1620 da un certo Mauer Negroni di Gromo. Mentre il grande affresco posto sul lato sinistro è opera del 1907 di GiovanBattista Galizzi. 
La cappella dei morti conserva il dipinto di autore ignoto Transito di San Giuseppe del XVII secolo.
L'organo della chiesa su inaugurato il 22 aprile 1870 ed realizzato dalla ditta Sgritta con un restauro del 1970 da Alessandro Poli, e un successivo restauro del 1987 ha permesso allo strumento di tornare alla sua musicalità iniziale.